# Mayra García
Pour les articles homonymes, voir García.
Mayra Aide García López, née le 16 mai 1972 à Tijuana, est une joueuse de beach-volley mexicaine.

## Palmarès
- Jeux panaméricains
  -  Médaille d'argent en 2003 à Saint-Domingue avec Hilda Gaxiola
  -  Médaille d'argent en 2011 à Guadalajara avec Bibiana Candelas
  -  Médaille de bronze en 2007 à Rio de Janeiro avec Bibiana Candelas